# Nexcuayo II
Nexcuayo II är en ort i Mexiko.   Den ligger i kommunen Matlapa och delstaten San Luis Potosí, i den sydöstra delen av landet, 210 km norr om huvudstaden Mexico City. Nexcuayo II ligger 184 meter över havet och antalet invånare är 612.
Terrängen runt Nexcuayo II är varierad. Runt Nexcuayo II är det ganska tätbefolkat, med 67 invånare per kvadratkilometer. Närmaste större samhälle är Tamazunchale, 7,3 km söder om Nexcuayo II. I omgivningarna runt Nexcuayo II växer huvudsakligen savannskog.